# Tuchomie
Tuchomie (kaszub. Tëchómie, niem. Groß Tuchen; tuż po wojnie Tuchomyśl) – wieś kaszubska w Polsce położona w województwie pomorskim, w powiecie bytowskim, w gminie Tuchomie, przy drodze krajowej nr 20 Stargard – Szczecinek – Gdynia i na trasie nieistniejącej już linii kolejowej (Lębork) – Bytów – Miastko. Miejscowość jest placówką Ochotniczej Straży Pożarnej i siedzibą gminy Tuchomie. Dawniej dzieliło się na Tuchomie Królewskie (kaszb. Królewsczé Tëchòmié lub też Kr. Tëchòmie, Królewsczi Tëchòm, niem. Königlich Groß Tuchen) i Tuchomie Szlacheckie (kaszb. Szlachecczé Tëchòmié lub też Szl. Tëchòmie, Szlachecczi Tëchòm, niem. Adelig Groß Tuchen).
We wsi w 1956 urodził się Ludwik Prądzyński – polski związkowiec, działacz opozycji demokratycznej w okresie PRL.
W latach 1975–1998 miejscowość administracyjnie należała do województwa słupskiego.
Inne miejscowości z prefiksem Tuchom: Tuchom, Tuchomek, Nowy Tuchom, Borzytuchom, Tuchomko

## Historia
- 1315 – wzmianka o wsi "Tuchom" jako nadanej rycerzowi Kazimierzowi Święcy z Tuchomia (zapisany jako Kasimir von Tuchom)
- do 1345 – właścicielem wsi jest rycerz Chocimir, który rezyduje w obronnym dworze
- 1385 – Tuchomie przechodzi w posiadanie zakonu krzyżackiego, budowa zamku[4]
- 1400 – wójt bytowski nadał swemu słudze sołectwo w Tuchomiu razem z 30 łanami ziemi na prawie chełmińskim. W tym okresie powstaje na folwarku zarodowa stadnina koni.
- 1560 – budowa młyna
- 1637 – Tuchomie razem z Bytowem i Lęborkiem zostaje przyłączone do Królestwa Polskiego
- 1640 – oddanie katolikom przez protestantów kościoła św. Michała
- 1657 – 6 listopada Tuchomie po traktacie bydgoskim staje się lennem Brandenburgii do czasu wymarcia dynastii Hohenzollernów
- 1670 – ukończenie budowy małego kościoła ewangelickiego
- 1674 – pożar niszczy wieś i kościół ewangelicki
- 1691 – zakończenie budowy parterowego kościoła ewangelickiego o konstrukcji ryglowej
- 1695 – pożar niszczy katolicki kościół św. Michała
- 1704 – odbudowa kościoła katolickiego
- 1889 – budowa nowego neogotyckiego kościoła ewangelickiego
- 1905 – budowa nowego katolickiego kościoła pw. św. Michała
- 1909 – przeprowadzenie przez wieś linii kolejowej z Bytowa do Miastka
- 1938 - 95% deklaruje narodowość polską, działa Związek Polaków w Niemczech[4]
- 1945 – Niemcy ewakuują mieszkańców, zajęcie do 6 marca wsi przez 70 Armię polową Armii Czerwonej wchodzącą w skład 2 Frontu Białoruskiego.

W 1946 w Tuchomiu założono prywatny teatr lalek, od 1966 Państwowy Teatr Lalki „Tęcza” w Słupsku.

## Zabytki
Według rejestru zabytków NID na listę zabytków wpisane są:
- kościół parafialny pw. św. Michała Archanioła, XVII w., 1905, nr rej.: A-256 z 19.03.1960[6].
- zespół dworski, 1 poł. XIX w., nr rej.: A-249 z 12.02.1966: dwór („Zamek” – zachowane piwnice) oraz ogród przy ul. Sobieskiego 73.

Ponadto w Tuchomiu znajdują się:
- neogotycki kościół św. Wojciecha z 1889 r.
- dworzec kolejowy z pocz. XX wieku
- stara szkoła z I poł. XX wieku
- XIX-wieczny cm. ewangelicki, położony na wzniesieniu porośniętym starodrzewem. Zachowało się kilka nagrobków[7]

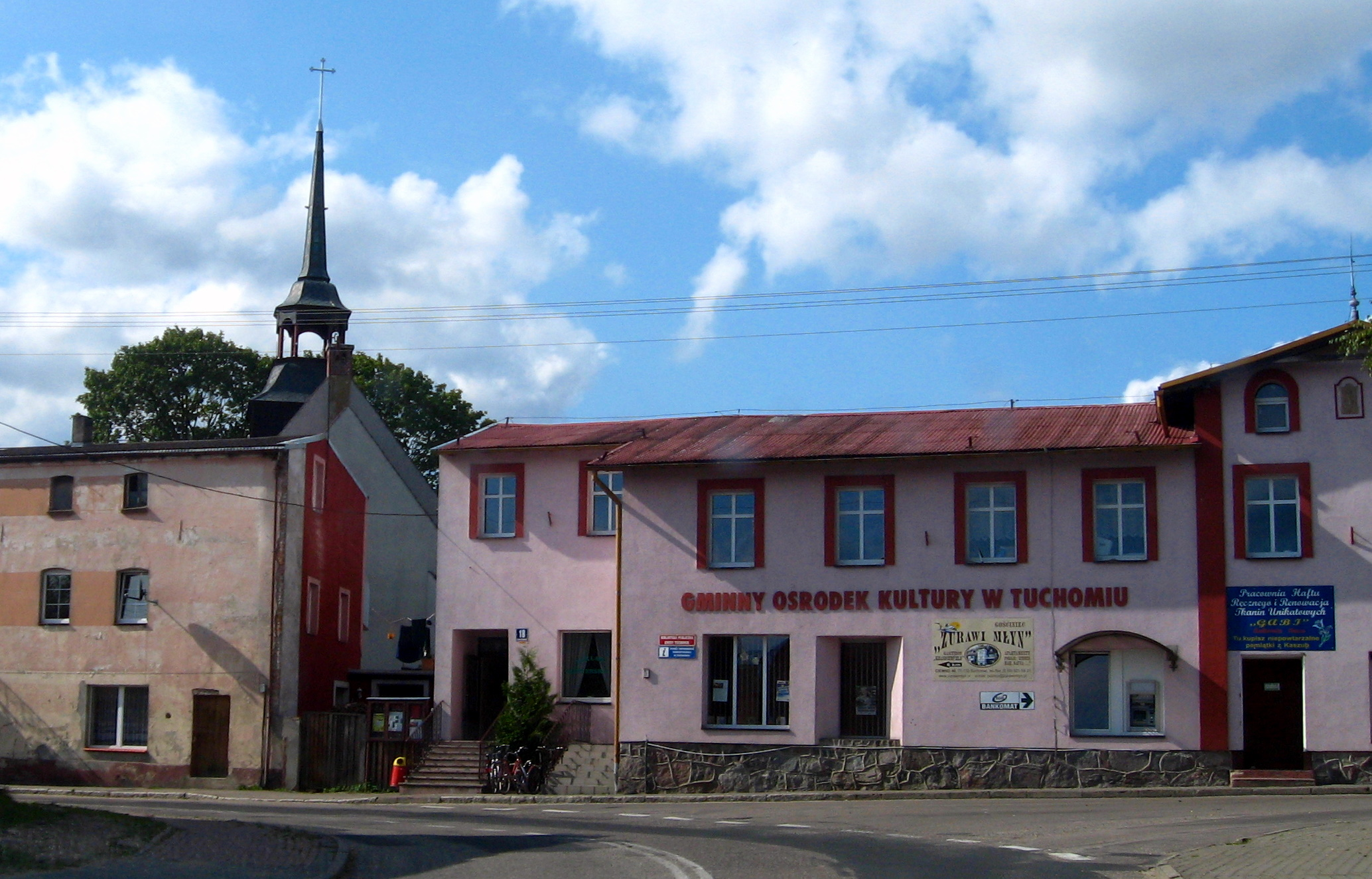
Gminny Ośrodek Kultury w Tuchomiu, w tle kościół pw. św. Michała
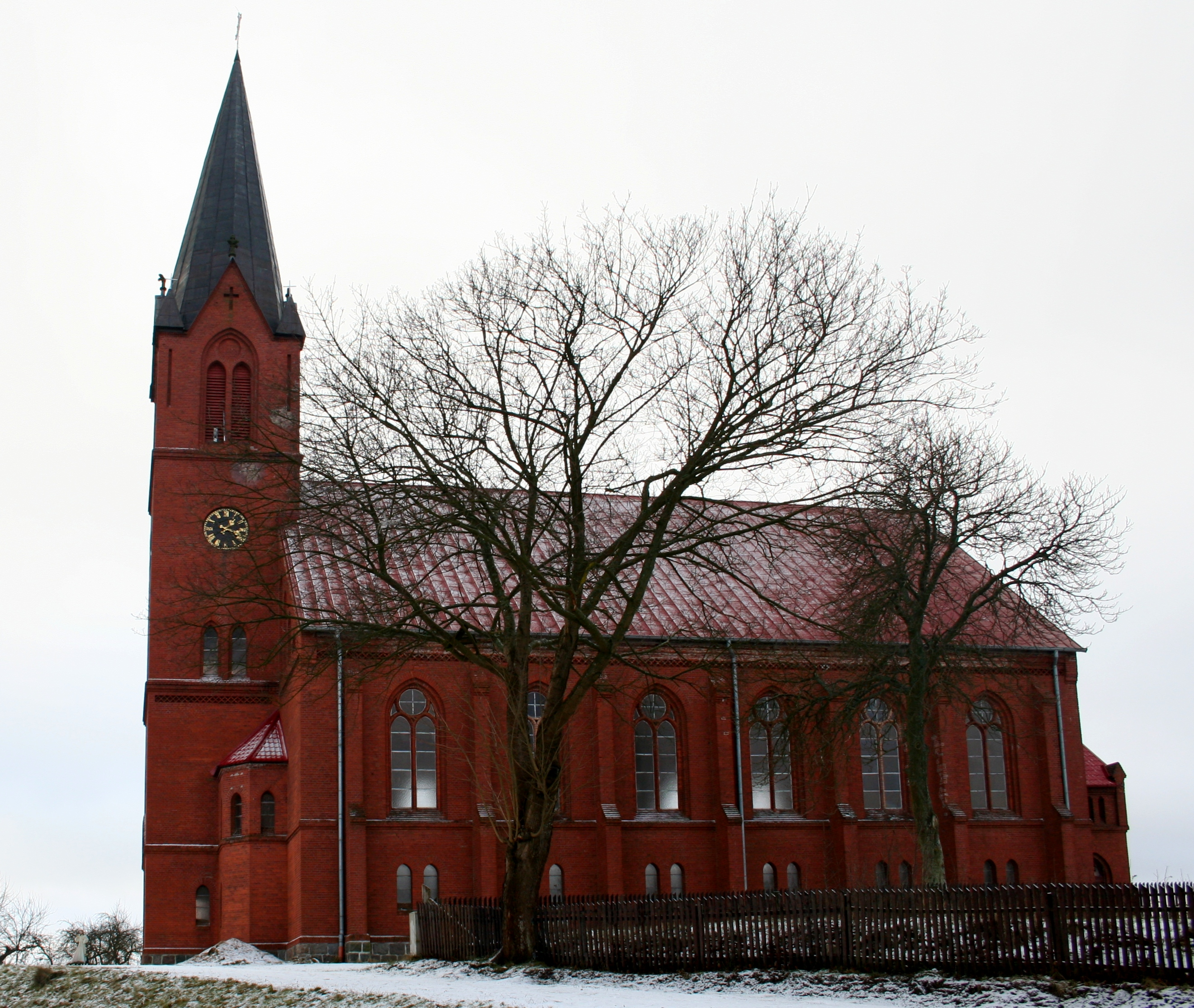
Kościół św. Wojciecha